# Campionati mondiali di skeleton 2017
I Campionati mondiali di skeleton 2017, ventiseiesima edizione della manifestazione organizzata dalla Federazione Internazionale di Bob e Skeleton, si sono tenuti dal 19 al 26 febbraio 2017 a Schönau am Königssee, in Germania sulla pista omonima, la stessa che ospitò le competizioni iridate del 1990, del 2004 e del 2011; si sono disputate gare in due differenti specialità: nel singolo uomini e nel singolo donne.
La rassegna iridata avrebbe dovuto svolgersi inizialmente a Soči in Russia tuttavia, a seguito della vicenda doping che ha coinvolto numerosi atleti russi tramite il noto rapporto della  Agenzia Mondiale Antidoping (WADA) presentato da Richard McLaren nel luglio 2016, la IBSF ha deciso prima di spostare la manifestazione e poi, in data 19 dicembre 2016, di assegnarla alla località bavarese.
Le vittorie sono state conquistate dal lettone Martins Dukurs, al suo quinto trionfo iridato, e dalla tedesca Jacqueline Lölling, alla sua prima affermazione mondiale. Anche questa edizione dei mondiali, come ormai da prassi iniziata nella rassegna di Schönau am Königssee 2004, si è svolta contestualmente a quella di bob e proprio insieme agli atleti di quest'ultima disciplina è stato assegnato il titolo nella gara a squadre che ha visto trionfare la squadra tedesca.
Per la prima volta nella storia dello sport viene assegnata una medaglia mondiale, quella di bronzo nella gara a squadre, a un team internazionale composto da atleti appartenenti a diverse nazioni.

## Risultati

### Singolo uomini
La gara si è disputata il 24 e il 26 febbraio 2017 nell'arco di quattro manches ed hanno preso parte alla competizione 44 atleti in rappresentanza di 29 differenti nazioni; campione uscente era il lettone Martins Dukurs, che vinse il suo quinto titolo iridato (il terzo consecutivo) dopo i trionfi ottenuti a Schönau am Königssee 2011, a Lake Placid 2012, a Winterberg 2015 e a Igls 2016, davanti al tedesco Axel Jungk e al russo Nikita Tregubov, campione mondiale juniores in carica, entrambi alla loro prima medaglia mondiale individuale.
| Pos. | Atleti                 | Nazione       | Tempo   | Distacco |
| ---- | ---------------------- | ------------- | ------- | -------- |
|      | Martins Dukurs         | Lettonia      | 3:23.48 |          |
|      | Axel Jungk             | Germania      | 3:23.85 | +0.37    |
|      | Nikita Tregubov        | Russia        | 3:24.02 | +0.54    |
| 4    | Aleksandr Tret'jakov   | Russia        | 3:24.21 | +0.73    |
| 5    | Alexander Gassner      | Germania      | 3:24.45 | +0.97    |
| 6    | Christopher Grotheer   | Germania      | 3:25.42 | +1.94    |
| 7    | Matthew Antoine        | Stati Uniti   | 3:26.10 | +2.62    |
| 8    | Dominic Edward Parsons | Gran Bretagna | 3:26.21 | +2.73    |
| 9    | Mattia Gaspari         | Italia        | 3:27.08 | +3.60    |
| 10   | Dave Greszczyszyn      | Canada        | 3:27.18 | +3.70    |

### Singolo donne
La gara si è disputata il 24 e il 25 febbraio nell'arco di tre manches ed hanno preso parte alla competizione 31 atlete in rappresentanza di 19 differenti nazioni; campionessa uscente era la tedesca Tina Hermann, giunta al traguardo in seconda posizione, ed il titolo è stato conquistato dalla connazionale Jacqueline Lölling, già argento a Winterberg 2015. Sul terzo gradino del podio è salita invece la britannica Lizzy Yarnold, già campionessa mondiale a Winterberg 2015.
| Pos. | Atleti             | Nazione       | Tempo   | Distacco |
| ---- | ------------------ | ------------- | ------- | -------- |
|      | Jacqueline Lölling | Germania      | 2:35.35 |          |
|      | Tina Hermann       | Germania      | 2:35.60 | +0.25    |
|      | Lizzy Yarnold      | Gran Bretagna | 2:36.08 | +0.73    |
| 4    | Anna Fernstädt     | Germania      | 2:36.39 | +1.04    |
| 5    | Kim Meylemans      | Belgio        | 2:36.54 | +1.19    |
| 6    | Elisabeth Vathje   | Canada        | 2:36.84 | +1.49    |
| 7    | Lelde Priedulēna   | Lettonia      | 2:36.96 | +1.61    |
| 8    | Mirela Rahneva     | Canada        | 2:37.12 | +1.77    |
| 9    | Elena Nikitina     | Russia        | 2:37.13 | +1.78    |
| 10   | Laura Deas         | Gran Bretagna | 2:37.21 | +1.86    |

### Gara a squadre
La gara si è disputata il 19 febbraio 2017 ed ogni squadra nazionale ha potuto prendere parte alla competizione con due formazioni; nello specifico la prova ha visto la partenza di uno skeletonista, di un equipaggio del bob a due femminile, di una skeletonista e di un equipaggio del bob a due maschile per ognuna delle 12 formazioni, che hanno gareggiato ciascuno in una singola manche; la somma totale dei tempi così ottenuti ha laureato campione la squadra tedesca di Axel Jungk, Mariama Jamanka, Franziska Bertels, Jacqueline Lölling, Johannes Lochner e Christian Rasp davanti all'altra compagine teutonica composta da Christopher Grotheer, Stephanie Schneider, Lisa-Marie Buckwitz, Tina Hermann, Nico Walther e Philipp Wobeto e a quella formata da atleti appartenenti a diverse nazioni costituita da Alexander Gassner, Maria Adela Constantin, Andreea Grecu, Anna Fernstädt, Richard Oelsner e Marc Rademacher; per la prima volta nella storia dello sport una medaglia mondiale viene quindi conquistata ed assegnata a un team internazionale. Le due squadre russe sono state squalificate a marzo del 2021 a causa della nota vicenda doping emersa dopo le olimpiadi si Soči 2014.
| Pos. | Squadra                    | Atleti | Tempo   | Distacco |
| ---- | -------------------------- | --- | ------- | -------- |
|      | Germania I                 | Axel Jungk Mariama Jamanka / Franziska Bertels Jacqueline Lölling Johannes Lochner / Christian Rasp          | 3:21.84 |          |
|      | Germania II                | Christopher Grotheer Stephanie Schneider / Lisa-Marie Buckwitz Tina Hermann Nico Walther / Philipp Wobeto    | 3:22.44 | +0.60    |
|      | Squadra Internazionale III | Alexander Gassner Maria Adela Constantin / Andreea Grecu Anna Fernstädt Richard Oelsner / Marc Rademacher    | 3:22.69 | +0.85    |
| 4    | Stati Uniti I              | Matthew Antoine Elana Meyers-Taylor / Lolo Jones Anne O'Shea Steven Holcomb / Samuel McGuffie                | 3:23.43 | +1.59    |
| 5    | Austria I                  | Matthias Guggenberger Christina Hengster / Jennifer Onasanya Janine Flock Benjamin Maier / Markus Sammer     | 3:23.72 | +1.88    |
| 6    | Canada II                  | Dave Greszczyszyn Alysia Rissling / Sara Dagenais-Everell Jane Channell Chris Spring / Cameron Stones        | 3:23.80 | +1.96    |
| 7    | Canada I                   | Barrett Martineau Kaillie Humphries / Melissa Lotholz Mirela Rahneva Justin Kripps / Ben Coakwell            | 3:23.92 | +2.08    |
| 8    | Stati Uniti II             | Nathan Crumpton Jamie Greubel-Poser / Cherrelle Garrett Kendall Wesenberg Justin Olsen / Luis Moreira        | 3:24.29 | +2.55    |
| DSQ  | Russia I                   | Aleksandr Tret'jakov Nadežda Sergeeva / Anastasija Kočeržova Marija Orlova Aleksej Stul'nev / Maksim Belugin | -       | -        |
| DSQ  | Russia II                  | Nikita Tregubov Aleksandra Rodionova / Julija Šokšueva Elena Nikitina Aleksandr Kas'janov / Aleksej Puškarëv | -       | -        |

## Medagliere
| Posizione | Nazione                | Oro | Argento | Bronzo | Totale |
| --------- | ---------------------- | --- | ------- | ------ | ------ |
| 1         | Germania               | 2   | 3       | 0      | 5      |
| 2         | Lettonia               | 1   | 0       | 0      | 1      |
| 3         | Gran Bretagna          | 0   | 0       | 1      | 1      |
| 3         | Russia                 | 0   | 0       | 1      | 1      |
| 3         | Squadra Internazionale | 0   | 0       | 1      | 1      |
| Totale    | Totale                 | 3   | 3       | 3      | 9      |